# Shigeo Sugiura
Pour les articles homonymes, voir Sugiura (homonymie).
Shigeo Sugiura (né le 10 mai 1917 et décédé le 10 avril 1988) est un nageur japonais. Lors des Jeux olympiques d'été de 1936 disputés à Berlin, il remporte la médaille d'or aux relais 4 x 200 m nage libre, améliorant l'ancien record du monde.

## Palmarès
- médaille d'or au relais 4 x 200 m nage libre aux Jeux olympiques de Berlin en 1936